# Cacia brunnea
Cacia brunnea là một loài bọ cánh cứng trong họ Cerambycidae.